# 295号州际公路 (特拉华州至新泽西州)
295號州際公路（英語：Interstate 295，簡稱I-295）是美國州際公路系統的一部分，位於美國紐澤西州與德拉瓦州內，全線與紐澤西收費高速公路大致平行。I-295為一輔助線，被分類為費城段95號州際公路的繞道公路，自德拉瓦州威明頓開始至紐澤西州翠頓為止；I-95直接穿越費城市中心，而I-295則行經德拉瓦河以東的紐澤西州。